# Zygmunt Moszczeński
Zygmunt Moszczeński h. Nałęcz (ur. 20 lub 21 listopada 1893 w Poznaniu, zm. 1 września 1974) – podpułkownik kawalerii Wojska Polskiego, kawaler Orderu Virtuti Militari.

## Życiorys
Urodził się w rodzinie Wincentego h. Nałęcz (1861–1913) i Marii z Żerońskich h. Awdaniec (1869–).
Brał udział w I wojnie światowej. Po odzyskaniu przez Polskę niepodległości wstąpił do Wojska Polskiego. Brał udział w wojnie polsko-bolszewickiej w szeregach 17 pułku ułanów, w którym wówczas w stopniu porucznika kawalerii pełnił funkcję dowódcy 1 plutonu, a z końcem maja 1920 dowódcy pieszego szwadronu. 
W latach 20. służył nadal w macierzystej jednostce, stacjonującej w garnizonie Leszno. 3 maja 1922 roku został zweryfikowany w stopniu rotmistrza ze starszeństwem z dniem 1 czerwca 1919 roku i 265. lokatą w korpusie oficerów jazdy (od 1924 roku – kawalerii). Wykonał wzór pierwszej odznaki 17 pułku ułanów. 18 lutego 1928 roku awansował na majora ze starszeństwem z dniem 1 stycznia 1928 roku i 29. lokatą w korpusie oficerów kawalerii. 26 kwietnia 1928 roku został przesunięty ze stanowiska oficera materiałowego na stanowisko dowódcy szwadronu zapasowego 17 pułku ułanów. 6 lipca 1929 roku został przesunięty na stanowisko kwatermistrza. 23 marca 1932 roku został przeniesiony do 26 pułku Ułanów Wielkopolskich w Baranowiczach na stanowisko zastępcy dowódcy pułku. 27 czerwca 1935 roku został mianowany podpułkownikiem ze starszeństwem z dniem 1 stycznia 1935 roku i 3. lokatą w korpusie oficerów kawalerii.
Po wybuchu II wojny światowej uczestniczył w polskiej wojnie obronnej na stanowisku dowódcy zmobilizowanego w Rzeszowie dywizjonu przeciwpancernego 10 Brygady Kawalerii, biorąc udział w bitwie pod Jordanowem 1–3 września 1939. Za swoje czyny otrzymał Krzyż Srebrny Orderu Virtuti Militari.
Zmarł 1 września 1974.
Jego żoną była Maria Beatrycze Solman de Malmoe (1894–), z którą miał córkę Natalię (1929–).

## Ordery i odznaczenia
- Krzyż Srebrny Orderu Virtuti Militari[13][14] nr 12204[15]
- Złoty Krzyż Zasługi (10 listopada 1938)[16]
- Krzyż Walecznych[17]
- Medal Niepodległości (20 lipca 1932)[18]
- Medal Pamiątkowy za Wojnę 1918–1921[17]
- Medal Dziesięciolecia Odzyskanej Niepodległości[17]
- Odznaka za Rany i Kontuzje[17]